# Sandnes
Sandnes é uma comuna da Noruega, com 302 km² de área e 81 033 habitantes (segundo o censo de 2021).